# Segunda División de España 1983-84
La temporada 1983–84 de la Segunda División de España de fútbol corresponde a la 53.ª edición del campeonato y se disputó entre el 3 de septiembre de 1983 y el 27 de mayo de 1984.
El campeón de Segunda División fue el Castilla CF siendo hasta la fecha el único equipo filial en conseguirlo. El subcampeonato también fue a parar a un filial, el Bilbao Athletic.

## Sistema de competición
La Segunda División de España 1983/84 fue organizada por la Federación Española de Fútbol (RFEF).
El campeonato contó con la participación de 20 clubes y se disputó siguiendo un sistema de liga, de modo que todos los equipos se enfrentaron entre sí, todos contra todos en dos ocasiones -una en campo propio y otra en campo contrario- sumando un total de 38 jornadas. El orden de los encuentros se decidió por sorteo antes de empezar la competición.
El tercero, cuarto y quinto clasificados ascendieron a Primera División; puesto que los dos primeros, Real Madrid Castilla y Bilbao Athletic al ser filiales de Real Madrid y Athletic Club respectivamente, no podían ascender al tener a sus primeros equipos en Primera; y los cuatro últimos clasificados descendieron directamente a Segunda División B.

## Clubes participantes
| Datos de ascensos y descensos con respecto a la temporada anterior |
| --- |
| UD Las Palmas, RC Celta de Vigo y Racing de Santander descienden de Primera División. Real Murcia, Cádiz CF y RCD Mallorca ascienden a Primera División. Deportivo Alavés, CE Sabadell FC, Xerez CD y Córdoba CF descienden a Segunda División B. Algeciras CF, Bilbao Athletic, Granada CF y CD Tenerife ascienden a Segunda División. |

| Equipo                              | Ciudad                     | Estadio                   |
| ----------------------------------- | -------------------------- | ------------------------- |
| Algeciras Club de Fútbol            | Algeciras                  | El Mirador                |
| Atlético Madrileño Club de Fútbol   | Madrid                     | Vicente Calderón          |
| Barcelona Atlético                  | Barcelona                  | Mini Estadi               |
| Bilbao Athletic Club                | Bilbao                     | San Mamés                 |
| Cartagena Fútbol Club               | Cartagena                  | El Almarjal               |
| Club Deportivo Castellón            | Castellón                  | Castalia                  |
| Castilla Club de Fútbol             | Madrid                     | Ciudad Deportiva          |
| Real Club Celta de Vigo             | Vigo                       | Balaídos                  |
| Real Club Deportivo de La Coruña    | La Coruña                  | Riazor                    |
| Elche Club de Fútbol                | Elche                      | Nuevo Estadio             |
| Granada Club de Fútbol              | Granada                    | Los Cármenes              |
| Hércules Club de Fútbol             | Alicante                   | José Rico Pérez           |
| Unión Deportiva Las Palmas          | Las Palmas de Gran Canaria | Insular                   |
| Linares Club de Fútbol              | Linares                    | Linarejos                 |
| Real Oviedo Club de Fútbol          | Oviedo                     | Carlos Tartiere           |
| Palencia Club de Fútbol             | Palencia                   | La Balastera              |
| Agrupación Deportiva Rayo Vallecano | Madrid                     | Nuevo Estadio             |
| Real Racing Club de Santander       | Santander                  | El Sardinero              |
| Real Club Recreativo de Huelva      | Huelva                     | Municipal                 |
| Club Deportivo Tenerife             | Santa Cruz de Tenerife     | Heliodoro Rodríguez López |

Debido al estado ruinoso del estadio de El Mirador, el Algeciras CF tuvo que jugar varios partidos en el Estadio Municipal de La Línea de la Concepción.

## Clasificación y resultados

### Clasificación
| Pos. | Equipo                     | Pts. | PJ | G  | E  | P  | GF | GC | Dif. | Clasificación                 |
| ---- | -------------------------- | ---- | -- | -- | -- | -- | -- | -- | ---- | ----------------------------- |
| 1    | Castilla C. F. (C)         | 50   | 38 | 19 | 12 | 7  | 69 | 47 | +22  |                               |
| 2    | Bilbao Athletic            | 50   | 38 | 20 | 10 | 8  | 61 | 39 | +22  |                               |
| 3    | Hércules C. F. (A)         | 45   | 38 | 16 | 13 | 9  | 46 | 35 | +11  | Ascenso a Primera División    |
| 4    | Racing de Santander (A)    | 44   | 38 | 16 | 12 | 10 | 53 | 39 | +14  | Ascenso a Primera División    |
| 5    | Elche C. F. (A)            | 43   | 38 | 16 | 11 | 11 | 64 | 40 | +24  | Ascenso a Primera División    |
| 6    | R. C. Celta de Vigo        | 42   | 38 | 15 | 12 | 11 | 45 | 36 | +9   |                               |
| 7    | Barcelona Atlético         | 40   | 38 | 14 | 12 | 12 | 55 | 48 | +7   |                               |
| 8    | Granada C. F.              | 40   | 38 | 15 | 10 | 13 | 42 | 36 | +6   |                               |
| 9    | R. C. Deportivo La Coruña  | 39   | 38 | 14 | 11 | 13 | 37 | 39 | −2   |                               |
| 10   | C. D. Castellón            | 37   | 38 | 14 | 9  | 15 | 45 | 57 | −12  |                               |
| 11   | U. D. Las Palmas           | 36   | 38 | 12 | 12 | 14 | 46 | 52 | −6   |                               |
| 12   | R. C. Recreativo de Huelva | 36   | 38 | 12 | 12 | 14 | 32 | 48 | −16  |                               |
| 13   | Real Oviedo C. F.          | 35   | 38 | 13 | 9  | 16 | 44 | 49 | −5   |                               |
| 14   | Atlético Madrileño         | 34   | 38 | 12 | 10 | 16 | 64 | 63 | +1   |                               |
| 15   | C. D. Tenerife             | 34   | 38 | 11 | 12 | 15 | 45 | 49 | −4   |                               |
| 16   | Cartagena F. C.            | 33   | 38 | 9  | 15 | 14 | 35 | 46 | −11  |                               |
| 17   | Linares C. F. (D)          | 32   | 38 | 11 | 10 | 17 | 39 | 55 | −16  | Descenso a Segunda División B |
| 18   | Algeciras C. F. (D)        | 32   | 38 | 10 | 12 | 16 | 34 | 45 | −11  | Descenso a Segunda División B |
| 19   | Palencia C. F. (D)         | 29   | 38 | 8  | 13 | 17 | 33 | 49 | −16  | Descenso a Segunda División B |
| 20   | A. D. Rayo Vallecano (D)   | 29   | 38 | 7  | 15 | 16 | 34 | 51 | −17  | Descenso a Segunda División B |

 Fuente: BDFútbol
Criterios de clasificación: Puntos · Enfrentamientos directos · Diferencia de goles · Goles a favor · Play-off
Notas:
1. ↑  El Castilla C. F. no pudo ascender a Primera División al ser filial del Real Madrid C. F.
2. ↑  El Bilbao Athletic no pudo ascender a Primera División al ser filial del Athletic Club.

### Resultados
| Local \ Visitante          | ALG | ATM | BAR | BIL | CAR | CAE | CAI | CEL | DEP | ELC | GRA | HER | LAS | LIN | OVI | PAL | RAC | RAY | REC | TEN |
| -------------------------- | --- | --- | --- | --- | --- | --- | --- | --- | --- | --- | --- | --- | --- | --- | --- | --- | --- | --- | --- | --- |
| Algeciras C. F.            | —   | 4–2 | 1–0 | 2–2 | 1–2 | 1–0 | 1–1 | 1–0 | 1–1 | 0–0 | 1–1 | 2–0 | 0–0 | 1–1 | 2–2 | 2–1 | 2–0 | 0–1 | 2–1 | 0–1 |
| Atlético Madrileño         | 1–1 | —   | 2–2 | 2–3 | 4–2 | 1–1 | 2–3 | 0–1 | 3–1 | 3–3 | 2–3 | 5–0 | 7–3 | 4–1 | 1–1 | 2–1 | 1–0 | 2–0 | 1–1 | 3–1 |
| Barcelona Atlético         | 0–1 | 0–0 | —   | 1–4 | 4–1 | 2–2 | 0–1 | 1–1 | 3–1 | 3–2 | 1–0 | 0–0 | 3–2 | 4–2 | 3–0 | 3–1 | 1–0 | 2–0 | 6–1 | 1–1 |
| Bilbao Athletic            | 4–0 | 2–1 | 4–2 | —   | 0–0 | 3–0 | 2–2 | 1–0 | 2–0 | 2–1 | 1–0 | 0–0 | 1–1 | 4–0 | 2–2 | 2–1 | 2–0 | 1–1 | 0–0 | 3–2 |
| Cartagena F. C.            | 1–0 | 0–0 | 4–2 | 2–0 | —   | 2–0 | 3–3 | 2–1 | 1–1 | 0–0 | 0–1 | 0–0 | 0–2 | 0–0 | 0–1 | 2–2 | 2–2 | 1–1 | 3–0 | 1–0 |
| C. D. Castellón            | 1–0 | 1–0 | 2–1 | 1–0 | 1–2 | —   | 2–0 | 2–0 | 0–0 | 1–3 | 1–0 | 1–1 | 3–1 | 2–1 | 0–2 | 1–1 | 1–1 | 2–2 | 2–2 | 1–0 |
| Castilla C. F.             | 0–3 | 6–1 | 3–0 | 1–0 | 3–1 | 2–3 | —   | 1–0 | 2–0 | 4–0 | 2–1 | 1–1 | 2–2 | 3–2 | 3–2 | 2–1 | 0–0 | 3–2 | 4–1 | 2–1 |
| R. C. Celta de Vigo        | 1–1 | 2–0 | 2–2 | 0–0 | 1–1 | 1–3 | 1–0 | —   | 0–0 | 1–0 | 1–0 | 3–1 | 2–0 | 2–2 | 1–0 | 2–1 | 0–1 | 2–1 | 2–0 | 4–1 |
| R. C. Deportivo La Coruña  | 1–0 | 1–1 | 1–2 | 1–0 | 3–0 | 2–1 | 2–2 | 1–3 | —   | 1–0 | 1–1 | 0–1 | 2–0 | 1–0 | 1–0 | 2–0 | 1–0 | 3–1 | 0–0 | 0–2 |
| Elche C. F.                | 3–0 | 2–1 | 2–0 | 4–0 | 0–0 | 6–0 | 0–0 | 2–1 | 1–2 | —   | 2–0 | 1–2 | 1–1 | 4–0 | 2–1 | 3–1 | 0–1 | 4–1 | 3–0 | 4–3 |
| Granada C. F.              | 3–1 | 0–1 | 1–1 | 2–0 | 1–0 | 3–1 | 0–1 | 0–0 | 4–1 | 2–1 | —   | 1–0 | 1–1 | 3–0 | 3–0 | 0–0 | 1–0 | 0–0 | 0–0 | 2–1 |
| Hércules C. F.             | 3–1 | 2–1 | 2–1 | 1–2 | 0–0 | 2–0 | 2–2 | 1–0 | 2–0 | 0–0 | 2–0 | —   | 3–0 | 1–1 | 3–1 | 0–1 | 2–4 | 1–1 | 3–0 | 2–1 |
| U. D. Las Palmas           | 2–0 | 2–1 | 0–1 | 0–2 | 3–1 | 3–2 | 3–1 | 1–1 | 0–0 | 1–1 | 3–1 | 0–2 | —   | 3–0 | 0–0 | 1–1 | 3–2 | 3–0 | 1–1 | 0–2 |
| Linares C. F.              | 1–0 | 1–0 | 0–1 | 3–1 | 3–0 | 0–1 | 0–0 | 2–3 | 1–0 | 2–2 | 0–0 | 0–1 | 1–0 | —   | 2–2 | 2–0 | 2–1 | 1–0 | 2–1 | 3–2 |
| Real Oviedo C. F.          | 3–0 | 0–0 | 1–0 | 1–2 | 1–0 | 2–4 | 2–1 | 0–1 | 1–3 | 3–2 | 2–1 | 1–0 | 1–0 | 3–1 | —   | 0–1 | 1–1 | 1–1 | 0–1 | 2–1 |
| Palencia C. F.             | 2–1 | 4–0 | 0–0 | 1–2 | 0–0 | 2–1 | 1–2 | 1–1 | 0–0 | 2–2 | 0–2 | 1–1 | 1–0 | 1–0 | 1–1 | —   | 0–3 | 1–0 | 0–1 | 1–1 |
| Racing de Santander        | 2–1 | 5–3 | 2–1 | 1–4 | 0–0 | 4–0 | 1–1 | 2–1 | 2–1 | 0–0 | 1–2 | 1–0 | 4–0 | 1–0 | 2–1 | 3–0 | —   | 0–0 | 1–0 | 0–0 |
| A. D. Rayo Vallecano       | 0–0 | 0–2 | 0–0 | 1–1 | 3–1 | 1–2 | 1–1 | 0–0 | 0–1 | 0–2 | 2–0 | 1–1 | 1–3 | 1–0 | 1–0 | 1–0 | 3–3 | —   | 1–2 | 4–4 |
| R. C. Recreativo de Huelva | 0–0 | 1–3 | 0–0 | 2–1 | 1–0 | 2–1 | 1–0 | 2–1 | 1–0 | 1–0 | 1–1 | 0–0 | 0–1 | 2–2 | 0–3 | 2–0 | 2–2 | 0–1 | —   | 2–0 |
| C. D. Tenerife             | 1–0 | 2–1 | 1–1 | 0–1 | 1–0 | 1–0 | 2–2 | 2–2 | 1–1 | 0–1 | 4–1 | 1–3 | 0–0 | 0–0 | 2–0 | 1–1 | 0–0 | 1–0 | 1–0 | —   |

## Máximos goleadores (Trofeo Pichichi)
Emilio Butragueño iba lanzado a la conquista del Trofeo Pichichi, pero no pudo completar la temporada en Segunda División porque dio el salto al primer equipo del Real Madrid, con el que logró cuatro goles en Primera. Finalmente, otro delantero llamado a hacer historia en el fútbol español, Julio Salinas, fue el máximo goleador de la categoría.

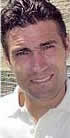
Julio Salinas.

| Pos. | Jugador                    | Equipo             | Goles |
| ---- | -------------------------- | ------------------ | ----- |
| 1º   | Julio Salinas              | Bilbao Athletic    | 23    |
| 2º   | Emilio Butragueño          | Castilla CF        | 21    |
| 3º   | Gabriel González           | Atlético Madrileño | 15    |
| 4º   | Rubén Cano                 | CD Tenerife        | 14    |
| 5º   | J. Antonio Ñíguez, 'Boria' | Elche CF           | 13    |
|      | Antonio Cuevas             | Atlético Madrileño | 13    |
|      | Josep Mercader             | Celta de Vigo      | 13    |
|      | Bartolomé Mestre           | CD Castellón       | 13    |
|      | Míchel                     | Castilla CF        | 13    |
| 10º  | Benito Morales Viera       | UD Las Palmas      | 10    |

## Entrenadores
| Equipo               | Entrenador (jornadas)                                                    |
| -------------------- | ------------------------------------------------------------------------ |
| Algeciras CF         | Gabriel Navarro, 'Baby' (1-38)                                           |
| Atlético Madrileño   | Joaquín Peiró (1-38)                                                     |
| FC Barcelona Atlètic | José Luis Romero (1-38)                                                  |
| Bilbao Athletic      | José Ángel Iribar (1-38)                                                 |
| CD Castellón         | Antonio Torres (1-38)                                                    |
| Castilla CF          | Amancio Amaro (1-38)                                                     |
| Cartagena FC         | José Víctor Rodríguez De Miguel (1-38)                                   |
| Celta de Vigo        | Luis Cid, 'Carriega' (1-28) Félix Carnero (29-38)                        |
| RC Deportivo         | Arsenio Iglesias (1-38)                                                  |
| Elche CF             | Cayetano Ré (1-20) Roque Olsen (21-38)                                   |
| Granada CF           | Felipe Mesones (1-38)                                                    |
| Hércules CF          | Enrique Pérez, 'Pachín' (1-6) Humberto Núñez (7-9) Carlos Jurado (10-38) |
| UD Las Palmas        | Héctor Núñez (1-38)                                                      |
| Linares CF           | Nando Yosu (1-38)                                                        |
| Real Oviedo          | Luis Costa (1-38)                                                        |
| Palencia CF          | Juan Carlos Touriño (1-31) José Pérez García (32-38)                     |
| AD Rayo Vallecano    | Máximo Hernández (1-8) Antonio Ruiz (9-38)                               |
| Racing de Santander  | José María Maguregui (1-38)                                              |
| Recreativo de Huelva | 'Txutxi' Aranguren (1-38)                                                |
| CD Tenerife          | José Ramón Fuertes (1-27) Juanjo García (28-38)                          |

## Resumen
Campeón de Segunda División:
| - Castilla Club de Fútbol |

Ascienden a Primera División:
| - Hércules Club de Fútbol | - Real Racing Club de Santander | - Elche Club de Fútbol |

Descienden a Segunda División B: 
| - Linares Club de Fútbol | - Algeciras Club de Fútbol | - Palencia Club de Fútbol | - Agrupación Deportiva Rayo Vallecano |